# Annelise Bistrup
Annelise Bistrup (født 1940), dansk journalist.
Hun fik sin uddannelse som journalistelev på Herning Avis 1960-62. Hun var journalist på Berlingske Tidende 1973-88 og siden ved Jyllandsposten.
Hun har redigeret debatbøger og skrevet biografien Dronning Ingrid (1997) og Kirsten Jacobsens erindringer Kirsten (1998).